# Dar Gaj
Dar Gaj (ukrajinsky Дар Гай, Kyjev, Ukrajina) je ukrajinská režisérka, scenáristka a producentka, bydlící v Indii. Je známá prací na filmech Teen Aur Aadha a Namdev Bhau: In Search of Silence.
Dar se narodila v Kyjevě, na dnešní Ukrajině. Na Národní univerzitě v Kyjevě-Mohyla Akademii získala bakalářský titul a magisterský titul z filozofie s vedlejším zaměřením na film a divadlo. Později byla pozvána do Indie, aby režírovala divadelní hry na škole Scindia School ve městě Gwalior. Vyučovala také scenáristiku a ocenění filmů [film appreciation] na Whistling Woods International Institute v Bombaji.
| Rok  | Film                              | Režisérka | Scenáristka | Producentka |
| ---- | --------------------------------- | --------- | ----------- | ----------- |
| 2018 | Teen Aur Aadha                    | ano       | ano         | ano         |
| 2018 | Namdev Bhau: In Search of Silence | ano       | ano         | ano         |